# Колпаки (Луганская область)
Колпаки (укр. Ковпаки) — село, относится к Новоайдарскому району Луганской области Украины.
Население по переписи 2001 года составляло 7 человек. Почтовый индекс — 93510. Телефонный код — 6445. Занимает площадь 0,836 км². Код КОАТУУ — 4423188503.

## Местный совет
93510, Луганська обл., Новоайдарський р-н, с. Штормове, вул. Совєтська, 1  (укр.)